# トーゴの交通
本記事では、西アフリカにあるトーゴ共和国における交通について述べる。

## 鉄道

トーゴの鉄道路線図

2008年現在、トーゴの鉄道路線の総延長は568キロメートルで、その全線は1000ミリゲージの狭軌である。
- ロメ(Lomé,首都) - パリメ(Kpalimé)
- ロメ - ブリタ(Blitta)
- アネホ(Aného)

## 道路
トーゴの道路の総延長は7520キロメートルで、そのうち舗装区間は2376キロメートル (31.6%) である。残りの5000キロメートル余りは未舗装である。 
西アフリカ横断海岸高速道路がトーゴを東西に横断している。この高速道路は、東はベナンやナイジェリア、西はガーナやコートジボワールに接続している。リベリアとシエラレオネの区間の工事が完了すれば、西方の西アフリカ諸国経済共同体加盟7か国にも接続する。舗装された高速道路としては、ほかに北部に延びてブルキナファソへ接続し、マリやニジェールに至るものもある。 

## 水路
モノ川の50キロメートルの区間を小型船舶が航行するが、降水量によっては航行不能となる。

## 港
ベニン湾に面しており、クペメとロメに港がある。

## 商船
トーゴの船舶は全部で62隻であり、2010年時点における内訳は以下の通りである。 
- ばら積み貨物船: 6隻
- 貨物船: 38隻
- 輸送船: 3隻
- 化学薬品タンカー: 5隻
- コンテナ船: 3隻
- 貨客混載船: 1隻
- 石油タンカー: 3隻
- 冷蔵貨物船: 1隻
- Ro-Ro船: 1隻

## 空港・飛行場
2012年現在、8つの空港や飛行場が存在する。 

### 空港
以下の2空港は滑走路が舗装された状態の良い空港である。
- ロメ空港
- ニャムトゥーグー国際空港

### 飛行場
6飛行場は滑走路の長さが最大でも1523メートルと短く、また滑走路が舗装されていない。 